# Illégal
Illégal è un film del 2011 diretto da Olivier Masset-Depasse.
La pellicola, coproduzione franco/belga/lussemburghese, è stata selezionata per l'Oscar al miglior film in lingua straniera nel 2011.

## Trama
Tania è un'immigrata clandestina bielorussa in Belgio. Residente col figlio adolescente da anni nella sua nuova nazione, viene fermata per un controllo e, priva di validi documenti, imprigionata in un centro per rifugiati.

## Riconoscimenti
- 2011 - Premio Magritte
  - Candidato a miglior film
  - Candidato a miglior regista a Olivier Masset-Depasse
  - Candidato a migliore sceneggiatura a Olivier Masset-Depasse
  - Migliore attrice a Anne Coesens
  - Migliore attrice non protagonista a Christelle Cornil
  - Candidato a miglior sonoro a Marc Bastien, François Dumont e Thomas Gauder
  - Candidato a migliore scenografia a Patrick Dechesne e Alain-Pascal Housiaux
  - Candidato a migliore montaggio a Damien Keyeux
- 2011 - Premio César
  - Candidato a miglior film straniero